# Rodrigo Millar
Rodrigo Javier Millar Carvajal, mais conhecido apenas como Rodrigo Millar (Arauco, 3 de novembro de 1981), é um ex-futebolista chileno que atuava como meio-campista. 
É também conhecido por "Chino" Millar e "Payasito" (palhacito)[b].
Millar foi o primeiro futebolista chileno a ser contagiado com o vírus da Gripe A (H1N1).

## Carreira
Millar jogou anteriormente durante oito épocas pelo clube chileno Huachipato onde marcou 56 golos em 190 jogos. Transferiu-se posteriormente para o Colo Colo, onde nunca era efectivo no onze inicial. Posteriormente, em Janeiro de 2008 Millar esteve ligado ao clube israelita FC Ashdod tendo até saído do  Chile com destino a Israel. Após a transferência se ter gorado, Millar tentou voltar ao Colo Colo, onde não encontrou lugar, tendo sido emprestado ao Once Caldas da Colômbia. Voltou ao Colo Colo para o torneio de Clausura de 2008 onde obteve regularmente o seu lugar no onze inicial, tendo até marcado o golo do 3–1 no jogo final do torneio, contra o Palestino. Devido às suas boas prestações no Colo Colo, foi chamado à Seleção Nacional no início de 2009 para um jogo contra as Honduras.

## Seleção Chilena
Participou na Copa América no Peru em 2004. Posteriormente foi alternando convocações, até que em maio de 2009, em virtude do grande desempenho no torneio nacional pelo Colo-Colo, foi nomeado por Marcelo Bielsa para disputar a Copa Kirin, um torneio clássico no Japão. Aquela seleção, composta por jogadores recrutados no meio local não obteve grande êxito, no entanto, destacaram-se dois jogadores, Rodrigo Millar e Esteban Paredes, o que lhes permitiu ingressar na lista de selecionados que viriam a disputar a fase qualificativa para o Mundial de 2010 frente ao Paraguai, Bolivia, Venezuela, Brasil, Colômbia e Ecuador. 
O seu primeiro golo na fase de qualificação determinou o empate 2-2 contra Venezuela no Estádio Monumental en Santiago.
Em 25 de junho de 2010 no Mundial de África do Sul marcou o gol do Chile na derrota por 2-1 contra a Espanha em Pretória.

## Títulos
Colo-Colo
- Campeonato Chileno: 2007 (Apertura), 2007 (Clausura), 2008 (Clausura), 2009 (Clausura)

## Prêmios individuais
- Parte da equipe ideal do ano "El Gráfico": 2009
- Melhor jogador do ano "Botín de Oro El Gráfico": 2009